# Tinglin
Tinglin är en köping i Kina. Den ligger i Jinshan i storstadsområdet Shanghai, i den östra delen av landet, omkring 41 kilometer söder om den centrala stadskärnan. Antalet invånare är 122 272. Befolkningen består av 59 603 kvinnor och 62 669 män. Barn under 15 år utgör 8,0 %, vuxna 15-64 år 80 %, och äldre över 65 år 11,0 %.